# Kjell Lindqvist
Kjell Greger Lindqvist (Skellefteå, 25 marzo 1966) è un allenatore di hockey su ghiaccio svedese.

## Carriera
Dopo gli inizi come allenatore delle giovanili del Väsby IK HK all'inizio degli anni Novanta, Lindqvist passò in prima squadra (militante nella Division 1, allora la seconda serie svedese) dapprima come assistente allenatore (1992-1993) poi come head coach (1993-1994). Negli anni successivi, in patria ha guidato Wisby Islanders (1994-1997, tra Division 2 e Division 1) e Kristianstads IK (1997-1998 in Division 2).
Dal 1998 ha lasciato la Svezia per allenare in molti paesi europei: dapprima nel massimo campionato norvegese (Trondheim Ishockeyklubb, 1998-2001), poi nella terza serie tedesca (VER Selb nella prima parte della stagione 2001-2002), per approdare poi in Austria, dov'è rimasto fino al 2011. Ha infatti guidato EHC Bregenzerwald, EC Salzburg (guidando sia la prima squadra in EBEL che la seconda), EC Dornbirn, VEU Feldkirch, Kapfenberger SV e ATSE Graz. L'unica interruzione fu la stagione 2005-2006, quando fu head coach dell'Appiano, in serie A2.
Negli anni successivi si è diviso fra squadre ungheresi (Miskolci Jegesmedve nel 2011-2012 e Ferencvárosi TC tra il 2015 e il 2018) e rumene (ASC Corona Brasov nelle stagioni 2012-2013 e 2018-2019) militanti in Erste Liga. Dal 2013 al 2016 ha guidato anche la nazionale della Romania.
Nel 2020 ha fatto ritorno nella seconda serie italiana, alla guida dell'Hockey Unterland Cavaliers, subentrando a Miha Zbontar.